# Pergetus campanulatus
Pergetus campanulatus es una especie de coleóptero de la familia Anthicidae.

## Distribución geográfica
Habita en la Isla de Vancouver.